# Felix Silla
Pour les articles homonymes, voir Silla.
Felix Silla est un acteur italien né le 11 janvier 1937 à Roccacasale (Italie) et mort le 16 avril 2021 à Las Vegas.

## Biographie
À la fin des années 1950, Felix Silla est cavalier, trapéziste et acrobate dans les cirques Ringling Bros. et Barnum & Bailey. Puis il s'installe à Hollywood pour devenir cascadeur en 1962. En 1965, il épouse l'actrice Evelyn Sue (née le 20 novembre 1944). Ils ont eu deux enfants Bonnie et Michael Robert Silla (né le 1er septembre 1974 à Torrance, mort le 22 mars 2020 à 45 ans). Il décède d'un cancer du pancréas.

## Filmographie
- 1964 : Star Trek: The Original Series ("The Cage") : Talosian
- 1965 : La famille Addams (série TV) : Cousin Itt
- 1967 : She Freak (en) : Shorty
- 1967 : Le Point de non-retour (Point Blank) : Bellhop
- 1968 : La Planète des singes (Planet of the Apes) : Child gorilla
- 1969 : H.R. Pufnstuf (série TV) : Polka Dotted Horse
- 1970 : Pufnstuf : Polkadotted Horse
- 1973 : Little Cigars : Frankie
- 1973 : SSSSnake (Sssssss) : Sam Lee, the Seal Boy
- 1973 : Les Créatures de l'ombre (Don't Be Afraid of the Dark) (TV) : creature
- 1975 : The Black Bird : Litvak
- 1976 : Mastermind d'Alex March : Schatzi
- 1977 : Black Samurai (en) d'Al Adamson : Rheinhardt
- 1977 : Génération Proteus (Demon Seed) : baby
- 1977 : Hamburger film sandwich (The Kentucky Fried Movie) : Crazed Clown (segment Catholic High School Girls in Trouble)
- 1977 : La Famille Addams : C'est la fête (Halloween with the New Addams Family) (TV) : Cousin Itt
- 1978 : Le Faiseur d'épouvantes (The Manitou) : Misquamacus
- 1978 : Le Seigneur des anneaux (The Lord of the Rings) : voix additionnelles
- 1979 : Buck Rogers (Buck Rogers in the 25th Century) : Twiki (body)
- 1979 : Chromosome 3 (The Brood) : creature
- 1981 : Under the Rainbow de Steve Rash : Hotel Rainbow Guest
- 1983 : L'Arnaque 2 (The Sting II) : un homme parlant de pari
- 1983 : Star Wars, épisode VI : Le Retour du Jedi (Star Wars: Episode VI - Return of the Jedi) : Ewok
- 1984 : Meatballs Part II : Meathead the Alien
- 1985 : Shérif, fais-moi peur (série TV) : E.T. visite les Dukes (Saison 7 - Episode 15) : le visiteur de l'espace
- 1985 : The Dungeonmaster : Desert Bandit (segment Desert Pursuit)
- 1986 : House : Little Critter
- 1987 : La Folle Histoire de l'espace (Spaceballs) : Dink
- 1992 : Batman : Le Défi (Batman Returns) : un manchot empereur
- 1996 : Galgameth : Little Galgy